# 1955年中国共产党全国代表会议

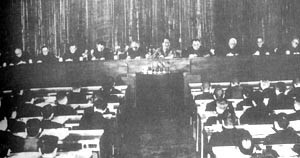
1955年中国共产党全国代表会议

1955年中国共产党全国代表会议，是指1955年3月21日至3月31日，在中国北京召开的中国共产党全国代表会议。
在中国共产党历史上，只有1955年、1985年召开过两次全国性质的代表会议，召开的目的是解决重大问题。

## 背景
1954年，第一届全国人民代表大会通过了第一部《中华人民共和国宪法》，结束了以《共同纲领》代替宪法的过渡状态。同年，发生中国共产党内部的权力斗争，国家计划委员会主席高岗、中共中央组织部部长饶漱石是本次斗争的失败者。为确立党内指导思想，以及巩固全党思想的必要，中共中央政治局决定召开中国共产党全国代表会议。

## 内容
1955年3月21日至31日，在北京举行了中国共产党全国代表会议。出席这次代表会议的，有中共中央委员和候补中央委员62人，全国党的各级组织所选出的代表257人。中国共产党中央委员会主席毛泽东出席并主持了会议。

### 国民经济第一个五年计划草案
国务院副总理陈云作了《关于发展国民经济第一个五年计划的报告》，草案规定了第一个五年计划的基本任务，是第一个中国经济发展计划。3月31日，全体会议通过《关于中华人民共和国发展国民经济的第一个五年计划草案的决议》，提交第一届全国人大二次会议审议和通过。

### 高岗、饶漱石反党事件
中共中央总书记邓小平作了《关于高岗、饶漱石反党联盟的报告》，3月31日，全会通过《关于高岗、饶漱石反党联盟的决议》，提高党内民主和思想统一。

### 成立中央和地方监察委员会
3月31日，全体会议通过《关于成立党的中央和地方监察委员会的决议》，确立增加党内监督的各级监察委员会，并选出了中国共产党中央监察委员会委员15人，候补委员6人。董必武为书记，刘澜涛、谭政、王从吾、钱瑛、刘锡五为副书记。